# Casalarreina
Casalarreina è un comune spagnolo di 1.366 (2009) abitanti situato nella comunità autonoma di La Rioja.